# Kerényi Jenő

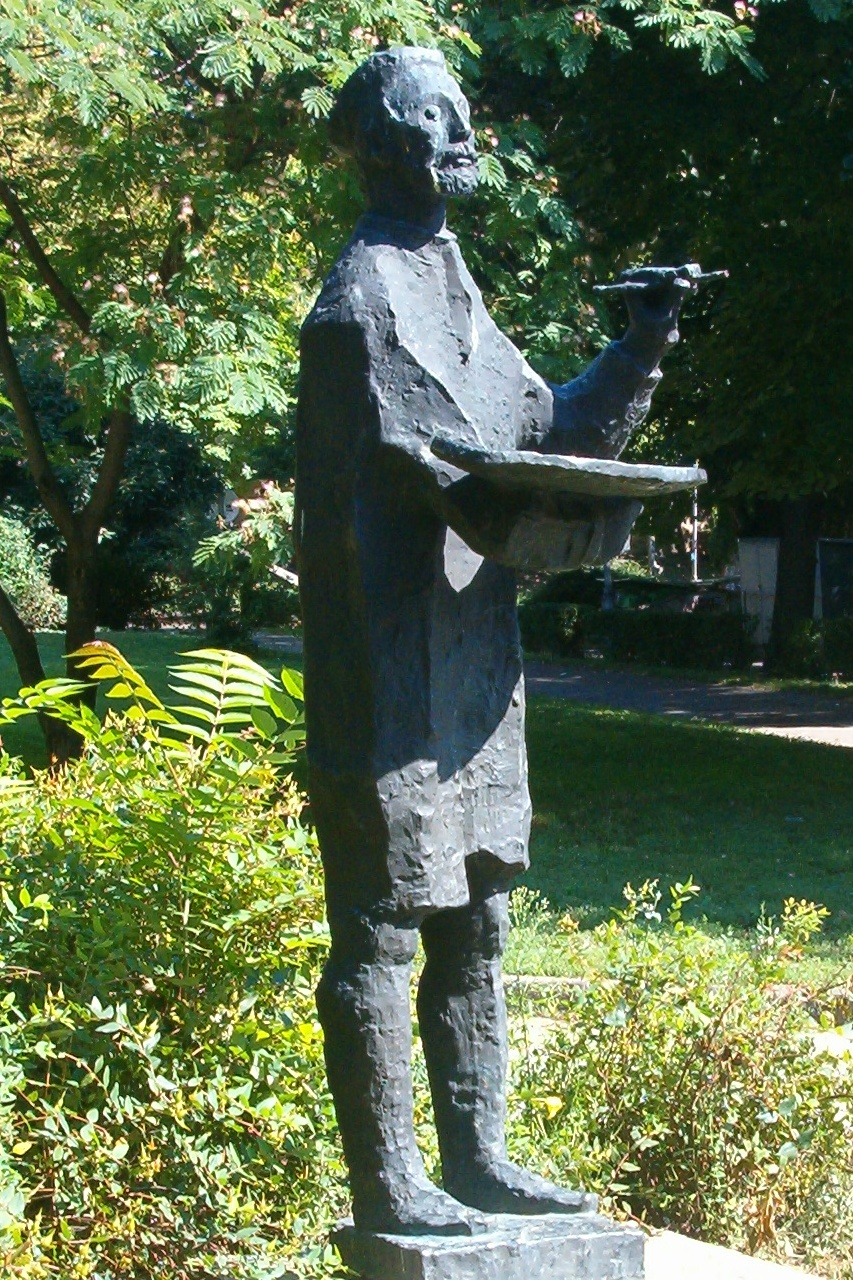
Kerényi Jenő Csontváry-szobra a pécsi Csontváry Múzeum előtt

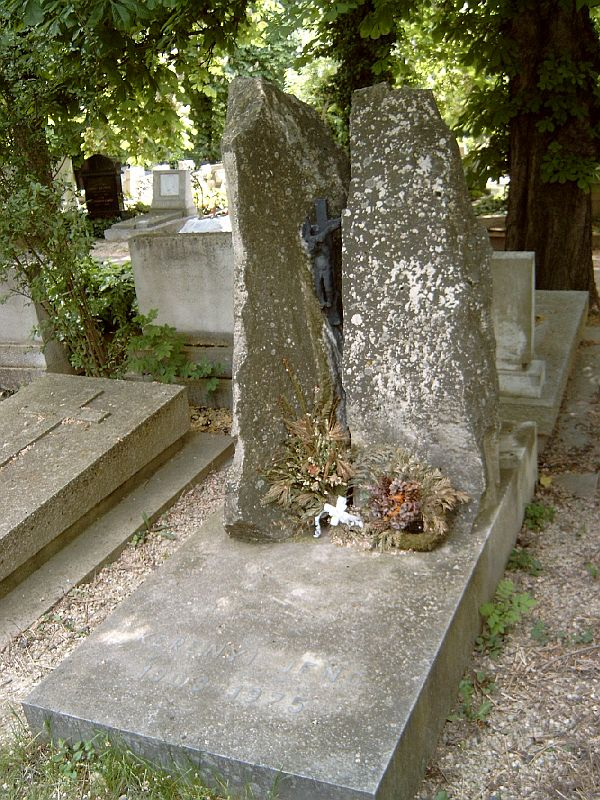
Kerényi Jenő sírja Budapesten. Farkasréti temető: 25-1-75. A művész saját alkotása

Kerényi Jenő (teljes nevén Kerényi Jenő Antal Sándor, Budapest, 1908. november 20. – Budapest, 1975. július 10.) Kossuth-díjas magyar szobrászművész.

## Életpályája
Kerényi Béla és Mayer Margit fiaként született. A Mintarajziskolában tanult, majd 1931-től 1937-ig a Képzőművészeti Főiskolán Bory Jenő tanítványa volt, később tanársegéde lett. Fővárosi ösztöndíjat, majd római ösztöndíjat nyert. 1937–38-ban Olaszországban járt tanulmányúton.
Nagy hatással volt rá az etruszk művészet és a szobrászok közül Rodin, Bourdelle, Maillol plasztikai munkái. Hazatérése után a szolnoki művésztelepen, Szentendrén és a Százados úti művésztelepen is dolgozott. 1937. november 10-én Budapesten, az Erzsébetvárosban házasságot kötött Frenkel Margittal. 1938-tól rendszeresen szerepelt kiállításokon; első gyűjteményes kiállítása a Tamás Galériában volt 1941-ben. 1958-ban a brüsszeli világkiállításon Somogyi Józseffel együtt készített Táncoló című szobrával Grand Prix díjat nyert; 1960-ban a Velencei biennálén nagyobb kollekcióval vett részt.

## Művészete
Szobrait drámai expresszivitás, erőteljes kompozíció és izgatott felületkezelés jellemzi; jó arányérzékkel szerkeszti a csoportos kompozíciókat; a mozgás ábrázolásának kiváló mestere. Kisplasztikáinak nagy részét a Magyar Nemzeti Galéria őrzi, mely 1976-ban rendezett tiszteletére emlékkiállítást. Szentendrén a Kerényi Jenő Emlékmúzeum állandó kiállítás keretében mutatja be műveit. Egyes megrendelésre készített, politikai mondanivalót is kifejező szobrait a szoborparkok őrzik.

## Művei (válogatás)

### Kisplasztikái
- Táncosnő (1937–38) (bronz, magasság: 28,5 cm; Városi Képtár – Deák Gyűjtemény, Székesfehérvár)
- Szent család (1939) terrakotta, magasság: 36 cm; MNG)
- Vetkőző nő (1940) (terrakotta, magasság: 32 cm; MNG)
- Szegény asszony (1940 körül) (terrakotta, magasság: 44,5 cm; MNG)
- Pietà (1941) (terrakotta, magasság: 53,5 cm; MNG)
- Talpát néző lány (1943) (terrakotta, magasság: 36 cm; MNG)
- Napozó (1946) (bronz, magasság: 30 cm; magántulajdonban)
- Goethe (1948) (öntött bronz érme, 107 mm;  MNG)
- Keresztelő Szent János (1957) (bronz, magasság: 41 cm; MNG)
- Lebegő nő (1959[7] 415 cm-es alumínium szobor, 1961-ben helyezték el először Debrecenben, majd 1971-ben a mai helyén, Szentendrén.)  és
- Csontváry (1961–62) (bronz, magasság: 40 cm; magántulajdonban)
- Május elsején (1960 (bronz, magasság: 82 cm; MNG)
- Anya gyermekkel (1969) (bronz, magasság: 32,5 cm; magántulajdonban)
- Golgota (1972) (bronz, 35 x 38 cm; Művelődési és Kulturális Minisztérium, Budapest)

### Monumentális köztéri szobrai
- Novák Mihályné, Kalmár Gizella síremléke (avatási időpont nem ismert) (Budapest, Fiumei úti temető: 34-5-29. jelű sír)
- Bleszkányi Győző síremléke (avatási időpont nem ismert) (Budapest, Farkasréti temető: 5-ös parcella, 1-358-as sírhely.)
- Kisbaczoni Benedek Sándor síremléke (1937) (Budapest, Farkasréti temető: 7/2-es parcella, 1-17/18-as sírhely)
- Kereskedők (1937) (Budapest, V. kerület, Sas u. 7.)
- Dvorzsák Vencel síremléke (1939) (Budapest, Farkasréti temető: 7/8-as parcella, 1-877 sírhely)
- Táncosok (1940) (Budapest, II. kerület, Lövőház utca 23.)
- Halászok (1940) (Budapest, II. kerület, Lövőház utca 21.)
- Hősi emlékmű (1940) (Léva)
- Id. Markó Károly (1941) (Budapest, V. kerület, Markó u. 26.)
- Székely Bertalan (1943) (Szada, Csapás utca 23.)
- Szovjet hősi emlékmű (1945, lebontott) (Kaposvár, Berzsenyi park)
- Sassal viaskodó ifjú (Sassal viaskodó ifjú - Partizánemlékmű) (1948) (Sátoraljaújhely) (másolat Szentendre, Szoborpark, 1979)  és
- Felszabadítás és újjáépítés (1950, elpusztult, Beck Andrásssal és Mikus Sándorral) (Budapest, VIII. kerület, József körút 3-7.)
- Osztapenko-emlékmű (Osztapenko kapitány) (1951)  (bronz, magasság: 430 cm; Szoborpark, Budapest) (1951-től 1991-ig állt XI. ker., Budaörsi út – Balatoni út elágazásnál; Osztyapenkó néven is emlegetik,[8] de a helyes név az „Ilja Afanaszjevics Osztapenko”  és
- Megbeszélés (1953) (Várpalota-Inota, Erőmű utca)
- Felvonulók (1954) (Budapest, XIV. kerület, Ifjúság útja)
- Kalapácsvető (1956) (Komló, Pécsi út)
- Anya gyermekével (1958) (Almásfüzitő)
- Tánc (1958, lebontott, Somogyi Józseffel) (Brüsszel, A brüsszeli 1958- as világkiállítás bezárása után a belgák megvásárolták a szobrot és Namur városában lett felállítva)
- Madách Színház épületdíszítő szobrai III. (1961) (Budapest, VII. kerület, Teréz körút 29–33. - Madách Színház homlokzata)
- Hárfás lány (1961, lebontott), (Budapest, VII. kerület, Rákóczi út 46.)
- Női akt (1961) (Debrecen, Pallagi út)
- Legenda (Tihanyi legenda) (1963) (Tihany) (másolat Szentendre, Szoborpark, 1978)  és
- Hügieia (1963) (Veszprém, Kabay János u. 1.)
- Fekvő nőalak (1963) (Pécs, Hajnóczy utca)
- Fiatalok a szélben (1964) (Nagykanizsa, Eötvös tér)  és
- Kerényi Andor síremléke (1964) (Budapest, XII. kerület, Hóvirág út - Farkasréti temető: 106. parcella, 1-18-as sírhely)
- Olvasó lányok (1965) (Oroszlány, Havasi Márton utca 1-3.)
- Thália (1965) (Eger)  és
- Gitáros lány (1966) (Vác)
- Munkásmozgalmi emlékmű (Fiatalok a szélben) (1964) (Nagykanizsa)  és
- A gyógyítás története (1965) (Budapest, VIII. kerület, Szenes Iván tér 7.)
- Anya gyermekével (Karcag (1966)
- Szocialista művészet (1967) (Agárd, Bóné Kálmán utca)
- Csontváry Kosztka Tivadar síremléke (1967) (Budapest, Farkasréti temető: 34-es parcella, 2-1-14-es sírhely)
- Korsós nő (Korsós lány-szobor) (1967) (Budapest)
- Furulyázó lány (1967) (Budapest, Margitsziget - A Ferences templom romfala előtt)
- Kis lovas (1967) (Budapest, III. kerület, Kiscelli utca 108.)
- Körzős kéz (1968) (Miskolc-Egyetemváros, Műhelycsarnok C/2-es épület főépület felé néző homlokzata)
- Táncsics Mihály (1968) (Siklós)  és
- Géniusz (Miskolc) (1969)  és
- Faun és nimfák (1970) (Győr, Bisinger József park)
- Kezek (1973) (Miskolc)
- Magvető (1974) (Salgótarján, Meredek utca)
- Lángot tartó nő (1975) (Budapest, II. kerület, Vérhalom tér)
- Lopják Európát (1975) (Szentendre, Ady Endre út)
- Feszület - Kerényi Jenő síremléke (1976) (Budapest, Farkasréti temető: 25-ös parcella, 1-75-ös sírhely.)
- Sellők (1978) (Budapest, XIV. kerület, Kós Károly sétány - A Széchenyi fürdővel szemben a parkban)
- Legenda (1978) (Szentendre, Ady Endre út)
- Anya gyermekkel (1978 ?) (Szentendre, Ady Endre út 6.)
- Csontváry-szobor (1979) (Pécs, Janus Pannonius utca)
- Anya gyermekkel (1980) (Budapest, XI. kerület, Goldmann György tér)  és
- Ülő nő (1988) (Miskolc, Fazekas u. A Fábián-malomnál.)

## Díjai (válogatás)
- Munkácsy-díj (1950, 1952)
- Kossuth-díj (1955)
- Grand Prix díj (1958)
- Érdemes művész (1964)
- Kiváló művész (1966)

## Szobra egy regényben
Kulcsszerepet játszik Kerényi Jenő pécsi Csontváry szobra A Csontváry-kód, avagy nem esik messze a macska a fájától című szatirikus-misztikus krimiben. A történet szerint ugyanis Csontváry pécsi kiállítását olyanok is látogatják, akik nemcsak a művészetében szeretnének gyönyörködni. A szobor alatt fontos bizonyítékok rejtőznek, amelyekért ádáz küzdelem folyik a főhős és az egyik gonosz között.

## Galéria

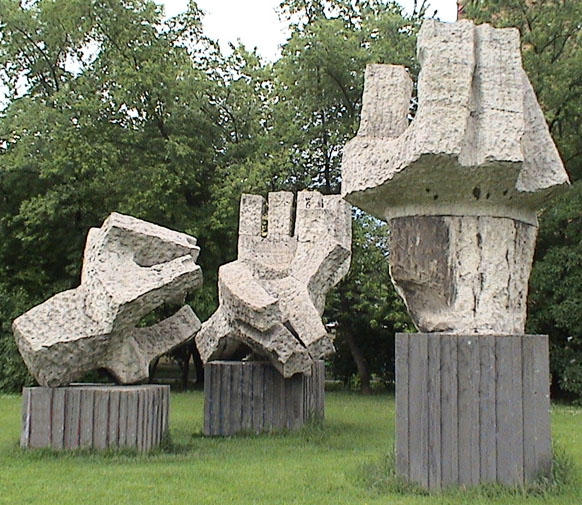
Kezek (Miskolc)
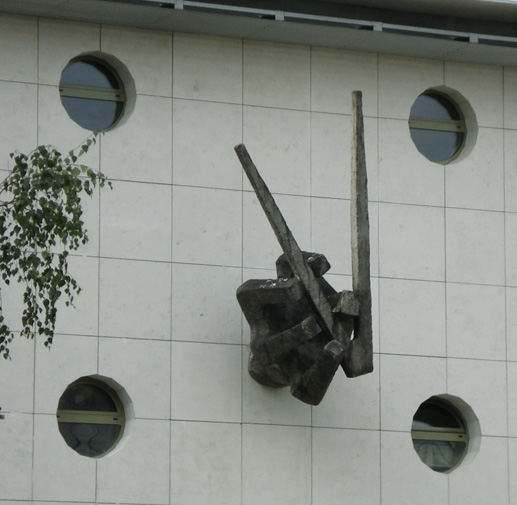
Körzős kéz (Miskolci Egyetem)
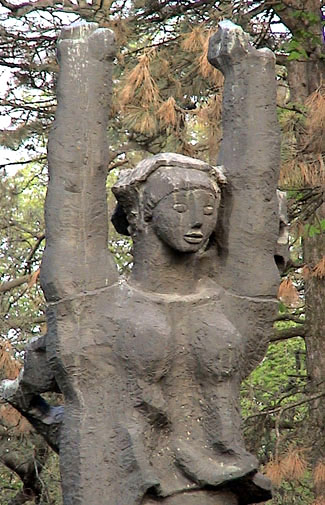
Géniusz (Miskolc)
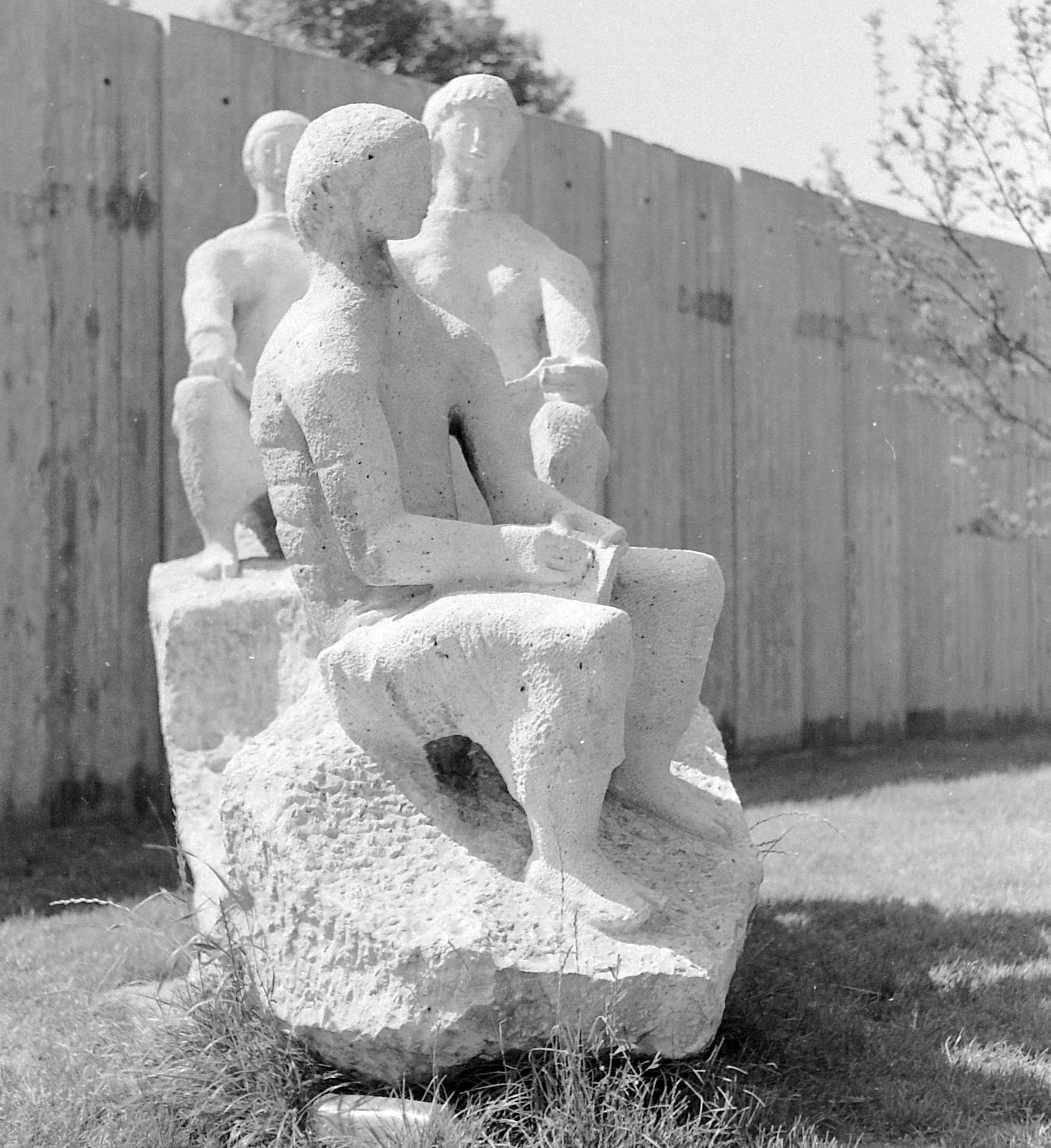
Olvasó lányok (1963 Bp., 1965 óta Oroszlány)

## Lásd még
- Kerényi Jenő Emlékmúzeum